# Union nationale de l'opposition
Ne doit pas être confondu avec Union nationale d'opposition.

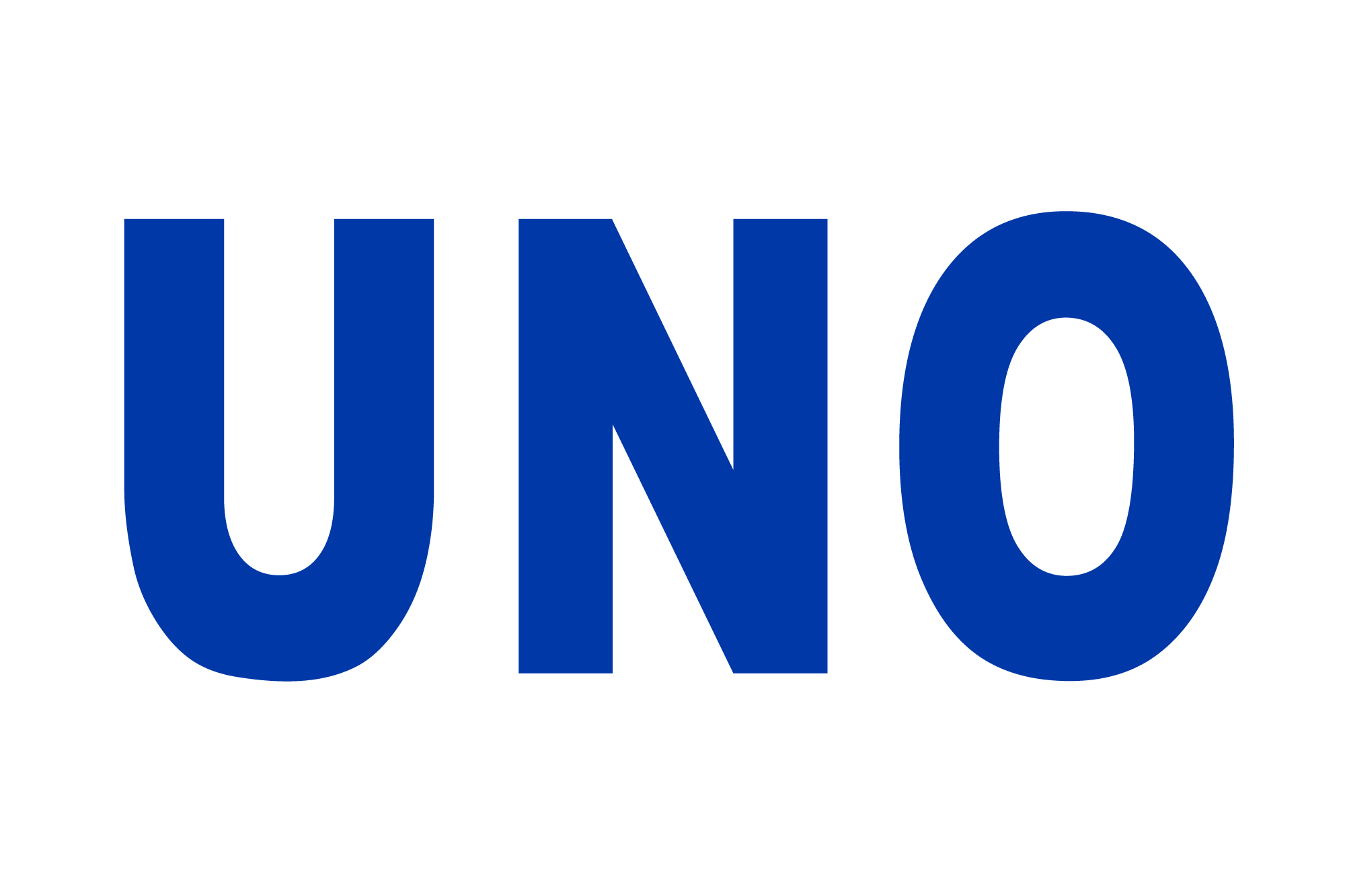
Le drapeau de l'UNO

Union nationale de l'opposition (en espagnol: Unión Nacional Opositora, UNO ; en anglais: National Opposition Union (NOU)) était une vaste coalition nicaraguayenne de partis d’opposition formée pour s’opposer au Front sandiniste de libération nationale (FSLN) du président Daniel Ortega lors des élections de 1990. Sa candidate Violeta Chamorro a finalement remporté l'élection présidentielle.
L’UNO trouve son origine dans le Groupe de coordination démocratique nicaraguayen (Coordinadora Democrática Nicaragüense- CDN), qui avait été formé en 1982 par différents partis d’opposition. 
Au moment de l’élection, sur les quatorze partis politiques de la coalition, quatre étaient considérés comme conservateurs, sept pouvaient être qualifiés de partis centristes et trois - y compris les communistes nicaraguayens - étaient traditionnellement à l’extrême gauche de l’échiquier politique.
Malgré les luttes internes, la coalition menée par Violeta Chamorro a réussi sa campagne centrée sur la récession économique et les promesses de paix. Chamorro a promis de mettre fin au service militaire, d’initier une réconciliation démocratique et de restaurer la croissance économique. De nombreux Nicaraguayens estimaient que la guerre Contras[Quoi ?] et les dommages économiques continueraient si le FSLN restait au pouvoir, en raison de la forte opposition des États-Unis au FSLN (en novembre 1989, la Maison Blanche avait annoncé que l’embargo économique contre le Nicaragua serait levée si Violeta Chamorro l'emportait. 
Entre-temps, des ressources et une aide organisationnelle ont été données à l’UNO par le National Endowment for Democracy (NED) du gouvernement des États-Unis, qui en juin 1989 avait reçu 2 millions de dollars du Congrès américain. Celui-ci avait également approuvé en avril 1989 une aide de 49,75 millions de dollars aux Contras, ce qui permit de financer la campagne de propagande pro-UNO. 
Lors de l’élection présidentielle du 25 février 1990, Violeta Barrios de Chamorro l'a remporté avec 55 % des voix contre 41 % pour Daniel Ortega. 
L’UNO s’est dissoute au milieu des années 1990, après une domination problématique au cours de laquelle peu de progrès ont été réalisés. La conséquence la plus positive de leur victoire électorale a été la fin de la guerre des Contras et de l’embargo économique américain.

## Liste des partis de la coalition
- Alianza Popular Conservadora (Popular Conservative Alliance)
- Movimiento Democrático Nicaragüense (Nicaraguan Democratic Movement)
- Partido de Acción Nacional (National Action Party)
- Partido de Acción Nacional Conservadora (Conservative National Action Party)
- Partido Comunista de Nicaragua (Communist Party of Nicaragua)
- Partido Conservador Nacional (National Conservative Party)
- Partido Demócrata de Confianza Nacional (Democratic Party of National Confidence)
- Partido Integracionalista Centroamericano (Central American Integrationist Party)
- Partido Liberal (Liberal Party)
- Partido Liberal Constitucionalista (Liberal Constitutionalist Party)
- Partido Liberal Independiente (Independent Liberal Party)
- Partido Popular Social Cristiano (Social Christian Popular Party)
- Partido Social Demócrata (Social Democratic Party)
- Partido Socialista Nicaragüense (Nicaraguan Socialist Party)

## Source
- (en) Cet article est partiellement ou en totalité issu de l’article de Wikipédia en anglais intitulé « National Opposition Union » (voir la liste des auteurs).